# Испанская Ост-Индия

Испанская Ост-Индия в XIX веке

Испанская Ост-Индия (исп. Indias Orientales Españolas) — термин, используемый для обозначения испанских колоний в азиатско-тихоокеанском регионе. С 1565 по 1821 годы они являлись частью вице-королевства Новая Испания и управлялись из Мехико; после того, как Мексика обрела независимость, они стали управляться напрямую из Мадрида. В результате испано-американской войны 1898 года большинство принадлежавших Испании тихоокеанских островов перешло под контроль США, а оставшиеся были в 1899 году проданы Германии.
Король Испании традиционно называл себя «королём восточных и западных Индий» (исп. Rey de las Indias orientales y occidentales)

## История

### Открытия и заселение (1521—1643)
Контакты островитян с Испанией начались 6 марта 1521 года, когда во время первого кругосветного плавания путешественник Фернан Магеллан достиг Марианских островов. Так как на острове Гуам туземцы украли часть припасов с его галеона «Тринидад», то он назвал эту землю «Остров воров» (исп. Isla de los Ladrones). Экспедиция Магеллана вскоре покинула остров и 16 марта 1521 года достигла Филиппинских островов.
Испанские владения в Тихом океане были в административном плане подчинены вице-королевству Новая Испания со столицей в Мехико. Чтобы развить торговлю между Ост-Индией и Америкой, вице-король Антонио де Мендоса в 1542-43 годах отправил для исследования Филиппин экспедицию Руи Лопеса де Вильялобоса. Посланный из Мехико Мигель Лопес де Легаспи в 1565 году основал первое постоянное испанское поселение на Филиппинах — город Сан-Мигель. Андрес де Урданета сумел разыскать оптимальный для парусных судов маршрут от Филиппин до Мексики. После завоевания в 1570 году туземного города Манила суда, ходящие этим маршрутом, стали называть «манильскими галеонами».
В 1606—1663 годах испанцы поддерживали торговые связи с Молуккскими островами. В 1611 году Себастьян Вискаино был отправлен послом в Японию, и оставался там, пока Япония не закрыла торговый пост в 1630 году. В 1626 году испанцы построили форт Санто-Доминго на северо-восточном побережье Тайваня.
В 1545 году Иньиго Ортис де Ретес посетил остров Новая Гвинея, в 1568 году Педро Сармьенто де Гамбоа достиг Соломоновых островов, а в 1595 году Альваро Менданья де Нейра открыл Маркизские острова, однако они не сделали никаких попыток налаживания торговли или основания колоний.

### Последние испанские Габсбурги (1643—1700)
В 1668 году Диего Луис де Сан-Виторес основал первую христианскую миссию на Марианских островах.

### Бурбоны (1700—1898)
Испанское правление Филиппинами ненадолго прервалось в 1762 году, когда британские войска заняли Манилу в ходе Семилетней войны. Англичанам, однако, не удалось взять под свой контроль остальные части Филиппин, и благодаря деятельности лейтенант-губернатора Симона де Анда-и-Салазара там сохранилась власть Испании. Обещанная англичанами поддержка привела к восстанию Диего Силанга, однако британские войска так и не прибыли. В 1764 году, по окончании войны, Манила была возвращена испанцам.
Семилетняя война подтолкнула Карла III к осуществлению большой программы реформ, в том числе и в сфере управления заморскими владениями. В 1784 году для управления финансами и развития экономики в Маниле была учреждена интенденсия, а генерал-губернатор Хосе Баско-и-Варгас основал «Экономическое товарищество друзей государства».
После того, как в 1821 году Мексика обрела независимость, испанские владения в Азии и Тихом океане стали управляться напрямую из Мадрида. В результате испано-американской войны 1898 года большинство принадлежавших Испании тихоокеанских островов перешло под контроль США, а оставшиеся были в 1899 году проданы Германии.

## Управление колониями
Королевским декретом от 5 мая 1583 года для управления Испанской Ост-Индией в Маниле была учреждена Аудиенсия (исп. Audiencia y Chancillería Real de Manila en las Filipinas) и введён пост генерал-губернатора Филиппин. В административном плане они входили в вице-королевство Новая Испания, и поэтому вся их переписка с Мадридом шла через Мехико.
В Испанскую Ост-Индию входили следующие территории:
- Филиппинские острова (включая испанские владения на Тайване, Сулавеси и Молуккских островах)
- Каролинские острова
- Марианские острова
- Архипелаг Палау